# Palmetto (film)
Palmetto is een Amerikaanse misdaadfilm uit 1998 onder regie van Volker Schlöndorff.

## Verhaal
Harry Barber is pas vrijgekomen uit de gevangenis. Hij zat daar onschuldig opgesloten en nu is hij uit op wraak. Hij wordt door een vrouw ingehuurd om de ontvoering van haar stiefdochter in scène te zetten. Hij komt erachter dat hij bij de neus wordt genomen.

## Rolverdeling
| Acteur           | Personage                       |
| ---------------- | ------------------------------- |
| Woody Harrelson  | Harry Barber                    |
| Elisabeth Shue   | Mevrouw Donnelly / Rhea Malroux |
| Gina Gershon     | Nina                            |
| Rolf Hoppe       | Felix Malroux                   |
| Michael Rapaport | Donnely                         |
| Chloë Sevigny    | Odette                          |
| Tom Wright       | John Renick                     |
| Marc Macaulay    | Miles Meadows                   |
| Joe Hickey       | Advocaat                        |
| Ralph Wilcox     | Rechter                         |
| Peter Paul DeLeo | Barman                          |
| Hal Jones        | Ed                              |
| Salvador Levy    | Bestuurder                      |
| Richard Booker   | Billy Holden                    |
| Mikki Scanlon    | Alda Renick                     |